# The Boy City
The Boy City è un cortometraggio muto del 1918. È un documentario su Judge Willis Brown, un giudice che, diventato produttore cinematografico, nel 1917 avrebbe poi fondato la Boy City Film Company, una compagnia di produzione con sede a Culver City.

## Produzione
Il film fu prodotto dalla Selig Polyscope Company con il titolo di lavorazione The City of Boys.

## Distribuzione
Distribuito dalla Selig Polyscope Company, il film - un cortometraggio in una bobina - uscì nelle sale cinematografiche statunitensi il 31 dicembre 1910.